# Dalmacio (césar)
Flavio Dalmacio César (en latín, Flavius Dalmatius Caesar, muerto en 337), también conocido como Dalmacio el Joven, fue un césar del Imperio romano (335-337) y miembro de la dinastía constantiniana.
Dalmacio era hijo de Flavio Dalmacio, hermanastro de Constantino I el Grande. Dalmacio y su hermano Anibaliano fueron educados en Tolosa (Toulouse) por el retor Exuperio.
El 19 de septiembre de 335, fue elevado al rango de césar, con el control de Tracia, Aquea y Macedonia. Dalmacio murió a fines del verano de 337, asesinado por sus propios soldados. Es posible que su muerte estuviese relacionada con la purga que afectó a la familia imperial a la muerte de Constantino, organizada por sus primos, Constantino II, Constante y Constancio II con la intención de eliminar a cualquier eventual pretendiente legal al trono.